# Bacardi
Bacardi Limited (ісп. Bacardí [bakarˈði] Бакарді з наголосом на останньому складі) — компанія-виробник спиртних напоїв. Bacardi Limited належить до групи компаній Bacardi, включаючи Bacardi International Limited. Відома як виробник ромів, таких як Bacardi Superior і Bacardi 151. У сучасному вигляді компанія заснована в 1992 році після об'єднання п'яти компаній: Bacardi y Compañía S. A. de C. V., Bacardi Corporation, Bacardi Imports, Inc., Bacardi & Company Limited, Bacardi International Limited. Штаб-квартира знаходиться в Гамільтоні (Бермудські острови).

## Історія
У 1862 році Факундо Бакарді Масо (ісп. Facundo Bacardí Massó) разом зі своїм братом Хосе заснував компанію Bacardi Rum. У цьому році ними був куплений їх перший винокурний завод у Сантьяго-де-Куба. Внаслідок експериментів з рецептурою, процесами дистиляції та вугільної фільтрації, культивації спеціальних видів дріжджів був розроблений рецепт виробництва принципово нового карибського світлого рому, що здобув назву Bacardi Superior.
- 1888 — Bacardi Rum призначений «Постачальником Іспанської королівської сім'ї».
- 1898 — у містечку Дайкірі, Куба, американський гірський інженер Дженнінгс С. Кокс створює коктейль Дайкірі на основі рому Bacardi.
- 1900 — вперше у світі Bacardi Rum і Coca-Cola змішуються з додаванням лайма, щоб відсвяткувати закінчення Іспано-американської війни — створений коктейль Куба Лібре (ісп. Cuba Libre).
- 1910 — Bacardi стає першою багатонаціональною компанією Куби, почавши розлив за межами Куби в Барселоні, Іспанія.
- 1919 — у США набирає чинності «сухий закон» і безліч американців спрямовуються на Кубу випити і насолодитися ромом Bacardi.
- 1930 — Едіфісіо Бакарді (ісп. Edificio Bacardi) відкриває в Гавані бар в стилі ар-деко.

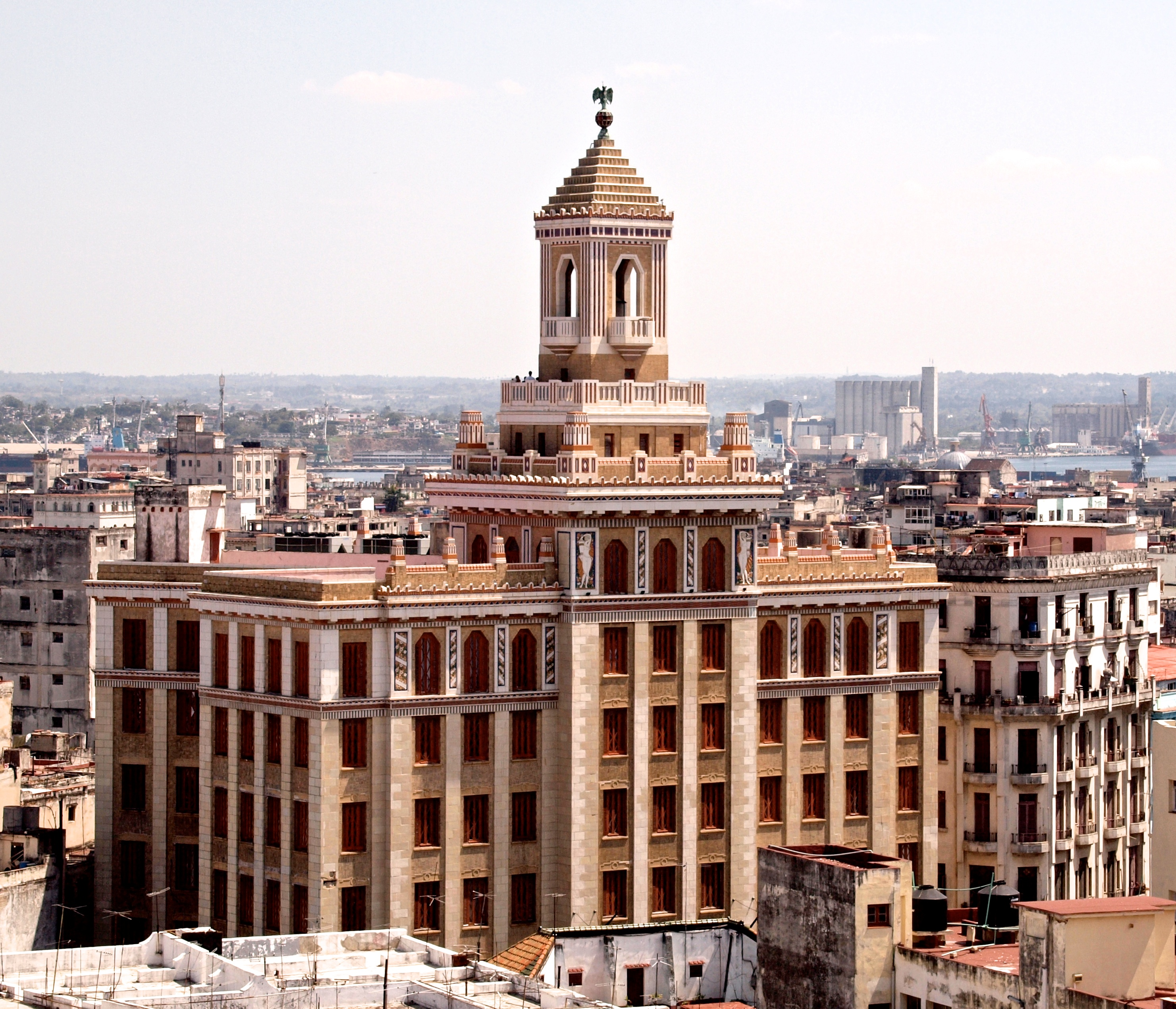
Bacardi Building — найбільша будівля в Гавані, Куба, на 1930 рік

- 1930 — Bacardi розміщує виробництво в Мексиці та Пуерто-Рико — нині два найбільших виробництва компанії розташовані в Катаньйо (ісп. Cataño), Пуерто-Рико.
- 1936 — знаменна віха в судовій практиці по захисту прав споживача — при розгляді справи Верховний суд штату Нью-Йорк заявив: «Коктейль Бакарді обов'язково повинен бути зроблений з рому Бакарді».
- 1944 — Bacardi налагоджує імпорт у Нью-Йорк, щоб забезпечувати постачання на ринок Сполучених Штатів.
- 1959 — після перемоги Кубинської революції члени сім'ї Бакарді, що зазнали репресій, емігрували до США.
- 1960 — на Кубі революційний уряд конфіскував без всякої компенсації всі активи компанії. Bacardi продовжує свою діяльність в інших чотирьох країнах: США, Мексика, Пуерто-Рико і Багами.
- 1961 — Bacardi починає виробництво в Ресіфі, Бразилія.
- 1965 — Bacardi відкриває завод у Нассау, Багами.
- 1965 — Bacardi International Limited переїжджає з Багамських островів на Бермудські острови.
- 1972 — Bacardi International Limited відкриває нову будівлю штаб-квартири на Бермудських островах, побудовану за оригінальним дизайном Людвіга Міс ван дер Рое (нім. Ludwig Mies van der Rohe).
- 1978 — ром Bacardi стає номером один у преміум-сегменті алкогольних брендів США з обсягом продажів понад 7 мільйонів 9-літрових коробів.
- 1979 — обсяг продажів рому Bacardi по всьому світу — близько 16 млн. 9-літрових коробів робить його номером один у преміум-сегменті алкогольних брендів у світі.
- 1983 — Bacardi відзначає виробництво свого 200-мільйонного 9-літрового коробу рому з моменту висилки з Куби в 1960 році.
- 1992 — сформована компанія Bacardi Limited, що об'єднала п'ять окремих стратегічних підрозділів: Bacardi International Limited (Бермудські острови), Bacardi & Company Limited (Багамські острови), Bacardi Corporation (Пуерто-Рико), Bacardi Imports, Inc (США) і Bacardi y Compañía S. A. de C. V. (Мексика).
- 1993 — Bacardi завершує придбання General Beverage, власника Martini & Rossi Group. З цим придбанням Bacardi збільшується вдвічі і стає однією з п'яти найбільших алкогольних компаній у світі.
- 1995 — Bacardi запускає у виробництво BACARDI LIMÓN у Сполучених Штатах. Наступного року в галузі цей запуск назвуть як «найуспішніший запуск нового алкогольного продукту всіх часів».
- 1998 — Bacardi придбає бренди Dewar's (купажований шотландський віскі), Bombay і Bombay Sapphire (джин), що виводить Bacardi на четверте місце серед алкогольних компаній у світі.
- 2002 — Bacardi придбає Cazadores, виробника 100 % текіли з блакитної агави, преміум-текіли.
- 2002 — Bacardi відкриває представництво в Китаї.
- 2003 — Bacardi відкриває центр відвідувачів «Casa Bacardi» (англ. Casa Bacardi Visitor Center) на заводі Bacardi в Катаньйо, Пуерто-Рико — про минуле, сьогодення і майбутнє сім'ї Бакарді, компанії та бренду.
- 2004 — Bacardi набуває у {Сіднея Франка[en] бренд Grey Goose — виробника суперпреміальної горілки з Франції.
- 2005 — Факундо Бакарді Л., праправнук засновника компанії, стає головою ради директорів компанії Bacardi Limited.

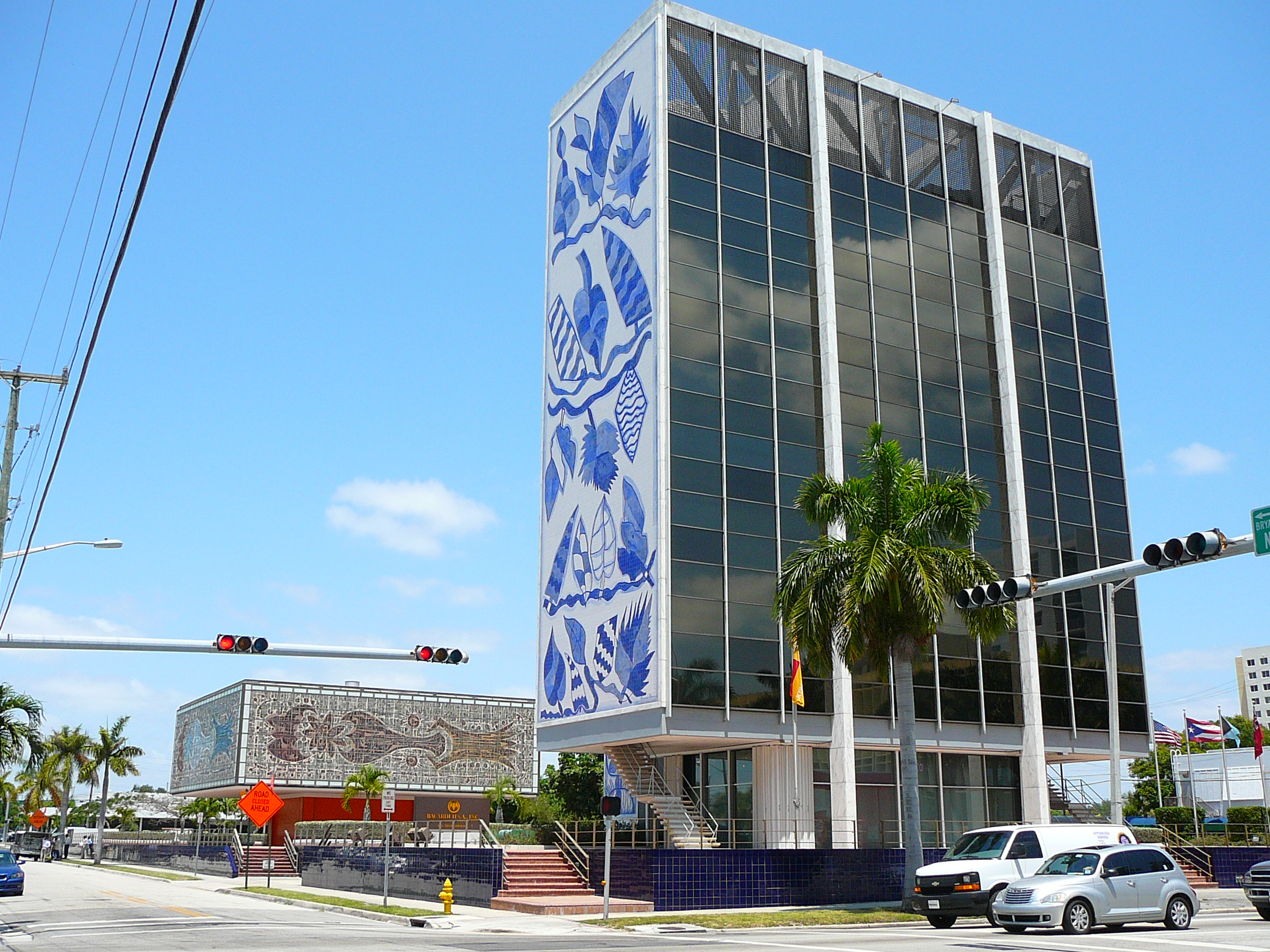
Bacardi Building в Маямі — штаб-квартира Bacardi в США до 2006 року.

- 2007 — Bacardi викуповує частку компанії Leblon Cachaça, яка є виробником алкогольного напою кашаса з Бразилії, найтитулованішого на ринку.
- 2008 — Міхаель Шумахер, семиразовий чемпіон «Формули-1», стає першим в історії Bacardi Limited «Послом соціальної відповідальності» (англ. Social Responsibility Ambassador) у зв'язку з запуском кампанії «Чемпіони випивають відповідально» (англ. “Champions Drink Responsibly”).
- 2008 — Bacardi оголошує про домовленості придбання значного пакета акцій материнської компанії Patron, виробника текіли.
- 2009 — Bacardi Limited удостоюється нагороди «Потрійна корона», оскільки є лідером галузі як єдина велика алкогольна компанія у світі, кожне підприємство або представництво якої сертифіковано у відповідності з визнаними міжнародними стандартами управління якістю, управління охороною здоров'я і безпекою персоналу, екологічного менеджменту ISO 9001, ISO 14001 та OHSAS 18001.
- 2010 — найбільший виробник преміального рому у світі — компанія Bacardi Corporation, що входить у групу компаній Bacardi Limited, представила найбільшу установку вітрових турбін у Пуерто-Рико. Турбіни призначені для електропостачання провідних світових виробничих потужностей Bacardi біля Сан-Хуана, використовуючи природну енергію вітру.
- 2010 — Bacardi удостоєний нагороди «Міжнародний кубок високої якості» (англ. International High Quality Trophy) в престижному конкурсі Міжнародного інституту якості Monde Selection[en] за найвищу якість напоїв Bacardi Gold, Bacardi 8, і Bacardi Reserva Limitada. Ром Bacardi — володар 400 нагород — отримав найбільше нагород у світі.
- 2011 — іспанський тенісист Рафаель Надаль стає «Послом соціальної відповідальності» (англ. Social Responsibility Ambassador) у рамках кампанії Bacardi Limited «Чемпіони випивають відповідально».
- 2011 — Bacardi запускає у виробництво новий пряний ром — Bacardi OakHeart.
- 2012 — 4 лютого компанія Bacardi і ром Bacardi святкують своє 150-річчя — надзвичайна подія, досягнення кількох поколінь компанії.

## Керівництво компанії
На чолі компанії — рада директорів з 16 осіб, очолювана головою правління (Chairman of the Board) — Факундо Л. Бакарді (англ. Facundo L. Bacardi), праправнуком дона Факундо Бакарді Масо, засновника компанії.
Управлінська команда компанії Bacardi Limited також складається з 16 осіб на чолі з Факундо Л. Бакарді.

## Діяльність
Групі Bacardi Limited (BM) належить понад 100 алкогольних торгових марок, у тому числі Martini, Bacardi, Dewar's, Baron Otard, Martini Asti. Продукція компанії випускається на 31 підприємстві; загальна чисельність персоналу становить 6 тис. людей.
У березні 2022 року Bacardi розмістила на своєму сайті заяву, яка засуджує напад Росії на Україну. Тоді компанія обіцяла пожертвувати 1 млн дол. Червоному Хресту і Корпусу Милосердя, зупинити експорт у Росію і заморозити інвестиції в рекламу. Проте 2022 року компанія збільшила прибуток російської філії утричі. Продукцію Bacardi завдяки російським партнерам компанії можна придбати і на окупованих РФ територіях – у Донецьку, Луганську та в Криму.

### Показники діяльності
Компанія продає понад 200 мільйонів пляшок рому "Бакарді" щорічно приблизно в 150 країнах.
Оборот компанії — понад $3,3 млрд.

## Санкції
Після повномасштабного вторгнення росії в Україну Bacardi продовжує постачати продукцію в росію на мільйони доларів і залучати там нових співробітників. Вихід низки провідних міжнародних власників брендів з російського алкогольного ринку знизив конкуренцію і створив можливості для тих, хто залишився, і для місцевих компаній.Таким чином, російський підрозділ компанії «Бакарді Рус» станом на 30 червня 2023 року імпортував товарів на $169 млн за 12 місяців. Серед імпортованих продуктів - горілка Grey Goose, джин Bombay Sapphire, ром Oakheart, шотландський віскі Dewar's, текіла Patrón, вермут під брендом Martini та інші. На серпень 2023 року у Російських філіалах Bacardi працює 350 осіб у семи містах Росії, і компанія продовжує шукати нових співробітників, опубліковані оголошення про вакансії.Отже, Bacardi Limited продовжує сплачувати податки до бюджету росії, підтримувати її економіку та спонсорувати агресію проти України.
Компанія Bacardi Limited  додана до підсанкційних компаній України.